# عمله و مینی‌ژوپ

انتخاب عمله به عنوان مرد سال مجله توفیق

عمله و مینی‌ژوپ یا عمله و مینی‌ژوپ‌پوش به رویدادی مشهور در تاریخ اجتماعی ایران اشاره دارد که ظاهراً در تابستان سال ۱۳۴۶ خورشیدی و اندکی پس از مُد شدن دامنهای مینی‌ژوپ در میان بانوان و دوشیزگان ایرانی در چهار راه سید علی واقع در محله بهارستان اتفاق افتاد و مشهور بود که در این واقعه یک عمله یا کارگر بنای روستایی با مشاهده زنی مینی‌ژوپ پوش عنان اختیار از کف داده و دیوانه وار به قصد تعرض یا تجاوز بدین زن حمله‌ور شده که با واکنش اهالی مواجه شد.
اهمیت این واقعه بیشتر به دلیل بازتاب وسیع و بی‌سابقه آن در سرتاسر ایران و حتی در نقاطی دیگر از جهان است که افزون بر نقل گسترده آن توسط مردم عادی و بحث‌های درگرفته پیرامون آن، نزد روشنفکران و دانشگاهیان ایرانی و در رسانه‌های جمعی نیز انعکاس وسیع پیدا کرد و شعرها و ترانه‌ها و تصنیف‌های متعددی نیز (عمدتاً با لحن طنزآمیز) در مورد آن ساخته شد و حتی با توجه به همین بازتاب‌های گسترده، نشریه توفیق در نخستین شماره خود در سال ۱۳۴۷ خورشیدی، عمله دخیل در این واقعه را به عنوان مرد سال انتخاب نمود.
برخی صاحبنظران از این واقعه به عنوان نمونه‌ای تراژیک از برخورد میان سنت و مدرنیته در تاریخ معاصر ایران یاد کرده‌اند.

## شرح رویداد
در شرح این رویداد گفته شده در یکی از روزهای گرم تابستان در سال ۱۳۴۶ خورشیدی و در وضعیتی که دامنهای مینی ژوپ به تازگی در ایران و به ویژه در تهران مد روز شده بود، یک «عمله» یا کارگر بنا در کنار یک میوه فروشی واقع در چهارراه سیدعلی دراز کشیده و در حال استراحت بود که در همین حال یک خانم با دامن کوتاه مینی ژوپ که برای خرید میوه به آن میوه فروشی آمده بود، خَم شد تا میوه سوا کند.
در این حال ناگهان چشم عمله به وضعیت این زن افتاد و عنان اختیار از کف داد یا به اصطلاح رایج: «چیزهایی دید که طاقت نیاورد!» و در مقابل چشمان حیرت‌زده مردم حاضر در صحنه به آن زن حمله‌ور شد و خود را به وی چسباند و … مدتی بعد، مردم حاضر در صحنه با همراهی مرد میوه فروش و شاگردانش، عمله را به زور از خانم مینی ژوپ‌پوش جدا کردند، امّا این اتفاق به سرعت در تهران، ایران و دنیا پیچید و خبرش به سرعت پخش شد.
در این ارتباط و پیرامون جزئیات جالب توجه موضوع، گفته شده که مینی ژوپ و شیک پوشی در تهران آن سال‌ها به خصوص در محدوده ثریا ـ روزولت ـ سعدی ـ دروازه دولت ـ سیدعلی ـ منوچهری ـ استانبول ـ نادری ـ پهلوی ـ تخت جمشید کاملاً رایج بود و دختران محصل و دانشجو مشکلی برای استفاده از این نوع دامن نداشتند. با این وجود شایع بود که در این مورد استثنائی، مهاجم به خاطر «کشف» موضوع دیگری یعنی لخت بودن زیر دامن، هوش و حواس و مشاعرش از کار افتاده و بسیار وحشیانه به آن خانم حمله کرده بود. این موضوع در برخی اشعار و تصنیف‌های رواج یافته در آن روزگار نیز مورد تأکید قرار گرفته و قابل رؤیت بودن عضوی خاص از اعضای آن زن، محرک اصلی عمله در نظر گرفته می‌شد.

## انتخاب عمله به عنوان مرد سال مجله توفیق

پی‌گیری پوششهای تازه مد شده و پدیده مینی‌ژوپ از بدو رواج آن در ایران توسط مجله توفیق

بلافاصله پس از بروز این واقعه، موضوع به سرعت دهان به دهان گشت و به نقل مجالس تبدیل شد، طوری‌که طی ماه‌های بعد به صورت خبر داغ و واقعه‌ای مهم و جالب توجه نه فقط نزد مردم عادی، بلکه در میان روشنفکران و خواص درآمد و حتی نشریات متعدد گاه به صورت خبر و گاه با عنوان یک شایعهٔ داغ به موضوع پرداختند و دربارهٔ آن مطالبی انتشار دادند.
از جمله مجله فکاهی و معروف توفیق که موضوع مد شدن مینی ژوپ در ایران را از نخستین روزهای رایج شدن این مدل لباس پیگیری کرده بود و با تقلیدی طنزآلود از مجله تایم، هر سال مرد سال را انتخاب می‌کرد، کاریکاتور عمله را در نوروز ۱۳۴۷ به عنوان مرد سال روی جلد خود چاپ کرد.

## شعر ابراهیم صهبا
در فاصله‌ای کوتاه پس از بروز این رویداد، تعداد زیادی شعر با مضامین اجتماعی یا طنزآمیز در این باره ساخته شد. از جمله معروفترین این منظومه‌ها، اشعار طنز مربوط شاعر و طنزپرداز مشهور ایرانی ابراهیم صهبا بود که بسرعت در افواه مردم افتاد و شهرت یافت. فرازی از این شعر چنین بود:
| شنیدم من جوانی روستایی       |  | سوی تهران پرغوغا سفر کرد          |
| به سوی دکّهٔ میوه فروشی        |  | قضا را د ر خیابانی گذر کرد        |
| زن زیبای مینی ژوپ پوشی       |  | در آن دکه از او جلب نظر کرد       |
| که عریان کرده اندام هوس خیز  |  | به پا از عضو خود، صد شور و شر کرد |
| جوان را رفت هوش وطاقت از دست |  | به سویش حمله‌ای چون شیر نر کرد     |
| بسی مشت ولگد بر وی پراندند   |  | کزین بیشک بباید دفع شر کرد        |
| نه جای‌های وهوی و بدگمانی ست  |  | که اینها ماجراهای جوانی ست        |

## رباعی سید جعفر مهرداد
از جمله اشعار دیگری که توسط سید جعفر مهرداد و بر مبنای رباعی مشهور کوزه‌گر، سروده خیام نیشابوری در همان موقع سروده شد و توسط مردم به وفور تکرار می‌شد، شعر ذیل بود:
| در چار ره ســد علی رفتم دوش   |  | دیدم دوهزار دختر مینی پوش          |
| هریک به زبان حال با خود می‌گفت |  | کو آن عمله؟!، کجاست آن میوه فروش؟! |

بعدها با دست به دست شدن این نسخه، رباعی با صور دیگر نیز رایج شد: 
| در چار ره سید علی رفتم دوش    |  | دیدم دو هزار دختر مینی پوش        |
| با حسرت و افسوس به هم می‌گفتند |  | کو آن عمله؟! کجاست آن میوه فروش؟! |

و یا با اندکی تفاوت به صورت ذیل:
| رفتم به سه راه سید علی دوش     |  | دیدم ۲۰۰۰ دختر مینی پوش               |
| با ناز و ادا و عشوه هی می‌گفتند |  | کو اون عمله؟ !، میوه خر و میوه فروش؟! |

## نمونه‌ای از تصنیفهای مرتبط
در ارتباط با این رویداد ترانه‌ها و تصنیفهایی نیز ساخته شد که از جمله آن تصنیفها که نخستین بار در برنامه رادیویی معروف صبح جمعه با شما اجرا شد تصنیف زیر بود که با آهنگ مشهور قطعهٔ معروف ابوالحسن صبا با نام محله سنگتراشون خوانده می‌شد:
عمله خورد و خسته
کنار جو (ب) نشسته
مینی ژوپها کنارش
میرن دسته به دسته
دیگه نوموروم، دیگه نوموروم، دیگه نوموروم ولایت!
[دیگه نمیرم، دیگه نمیرم، دیگه نمیرم ولایت]
مو دیگه نوموروم ولایت
[من دیگه نمیرم ولایت]
همون عملهٔ کلنگ به دوشوم
دیگه نوموروم ولایت
همون عمله سبیل کولوفتوم
دیگه نوموروم ولایت
دیگه نوموروم ولایت!!

## دربارهٔ این واقعه
گرچه دربارهٔ این رویداد و در جزئیات روایت آن مختصات دقیقی همچون زمان و مکان وقوع ماجرا (تابستان ۱۳۴۶، میوه فروشی واقع در محله سرچشمه حوالی چهارراه -یا در آن ایام: سه راهی سیدعلی- روبروی بیمارستان امیراعلم و…) بیان شده که آن را واقعی می‌نمایاند و افزون بر این کثرت نقل این رویداد در افواه و بازتاب و انعکاس وسیع آن حتّی در رسانه‌های جمعی آن روزگار و تأثیرگذاری شگرف آن بر جامعهٔ ایرانی که بازتاب آن را می‌توان در اشعار و تصنیف‌های ساخته شده در مورد آن دریافت؛ و… همه و همه به نفع واقعی بودن این واقعه هستند، امّا برخی نیز این ماجرا را تنها داستانی ساخته و پرداخته شده دانسته‌اند.
در این ارتباط محمود مهران ادیب ضمن نوشته‌ای با عنوان داستان آقای هخا و ماجرای عمله و مینی ژوپ به مطالبی اشاره می‌کند که حکایت از آن دارد که این رویداد در جامعهٔ دانشگاهی آن روزگار (اعم از دانشجویان و استادان دانشگاه) و قشرها روشنفکر نیز بازتاب داشته و مورد بحث قرار گرفته‌است. وی از جمله می‌نویسد:
در سال‌های ۱۳۵۰–۱۳۴۶ هم‌زمان با خدمت در ارتش در دانشکده علوم ارتباطات اجتماعی که بهمت جناب آقای دکتر مصباح زاده مؤسس روزنامه کیهان تأسیس شده بود، مشغول تحصیل بودم… یکی از استادان به نام آن زمان مرحوم دکتر علی‌آبادی بودند. روزی در سر کلاس ایشان، دانشجویی بلند شد و از استاد پرسید: آقای دکتر داستان این عمله و مینی ژوپ حقیقت دارد؟ در آن روزها ماجرای عمله و مینی ژوپ نقل هر محفل و مجلسی شده بود و عجیب اینکه در اکثر شهرستان‌ها افرادی ادعا می‌کردند این ماجرا در شهرآنان اتفاق افتاده و خود شاهد ماجرا بوده‌اند. در این مورد داستانها و طنزهای زیادی ساخته و پرداخته شد از جمله هفته نامه فکاهی توفیق هم به عنوان طنز، عمله را مرد سال انتخاب کرد.
وی پس از شرحی مبسوط و ذکر نمونه‌های متعدد از ماجراهای شبیه به واقعهٔ عمله و مینی ژوپ پوش در تاریخ معاصر ایران از قول آن استاد دانشگاه (دکتر علی‌آبادی) پرداخته، و سپس به نگرش بدبینانه‌ای که برخی از روشنفکران ایران در آن روزگار نسبت به واقعهٔ عمله و مینی ژوپ و شیوهٔ بازتاب آن در جامعه داشته‌اند، اشاره می‌کند:
اکنون هم داستان عمله و مینی ژوپ ساخته و پرداخته شده‌است خدا کند اشتباه کرده باشم که چه خوابی برای ما دیده‌اند.
پرسیدیم استاد منظور شما را نفهمیدیم، چه خوابی دیده‌اند یعنی چه؟
استاد گفتند بچه‌های عزیز، دانشمندان برای کشف یا علاج هر دردی آزمایش‌های متعددی بر روی موش‌ها گرفته تا خوکچه هندی، انجام می‌دهند تا به نتیجه دلخواه برسند در جهان سیاست هم همینگونه است. دول بزرگ برای منافع خود، بر روی ملت‌های جهان سومی برنامه‌ریزی می‌کنند و آزمایش‌های گوناگونی انجام می‌دهند تا نتیجه دلخواه خود را بدست آورند لذا از سادگی و زودباوری ملت‌ها جهان سوء استفاده نموده و آن‌ها را به بازی می‌گیرند حتی اگر این برنامه یک قرن ادامه داشته باشد. مهم منافعی است که در آینده نصیب آن‌ها خواهد شد.